# City Cafe
City Cafe是7-Eleven在台灣的營運廠商統一超商在其便利商店之內所經營的現煮咖啡品牌，前身為統一超級商店現煮咖啡。City Cafe於全年賣出3.2億杯（2018年），即平均每秒賣出10杯，在台灣的便利商店現煮咖啡當中，市占率達40%。

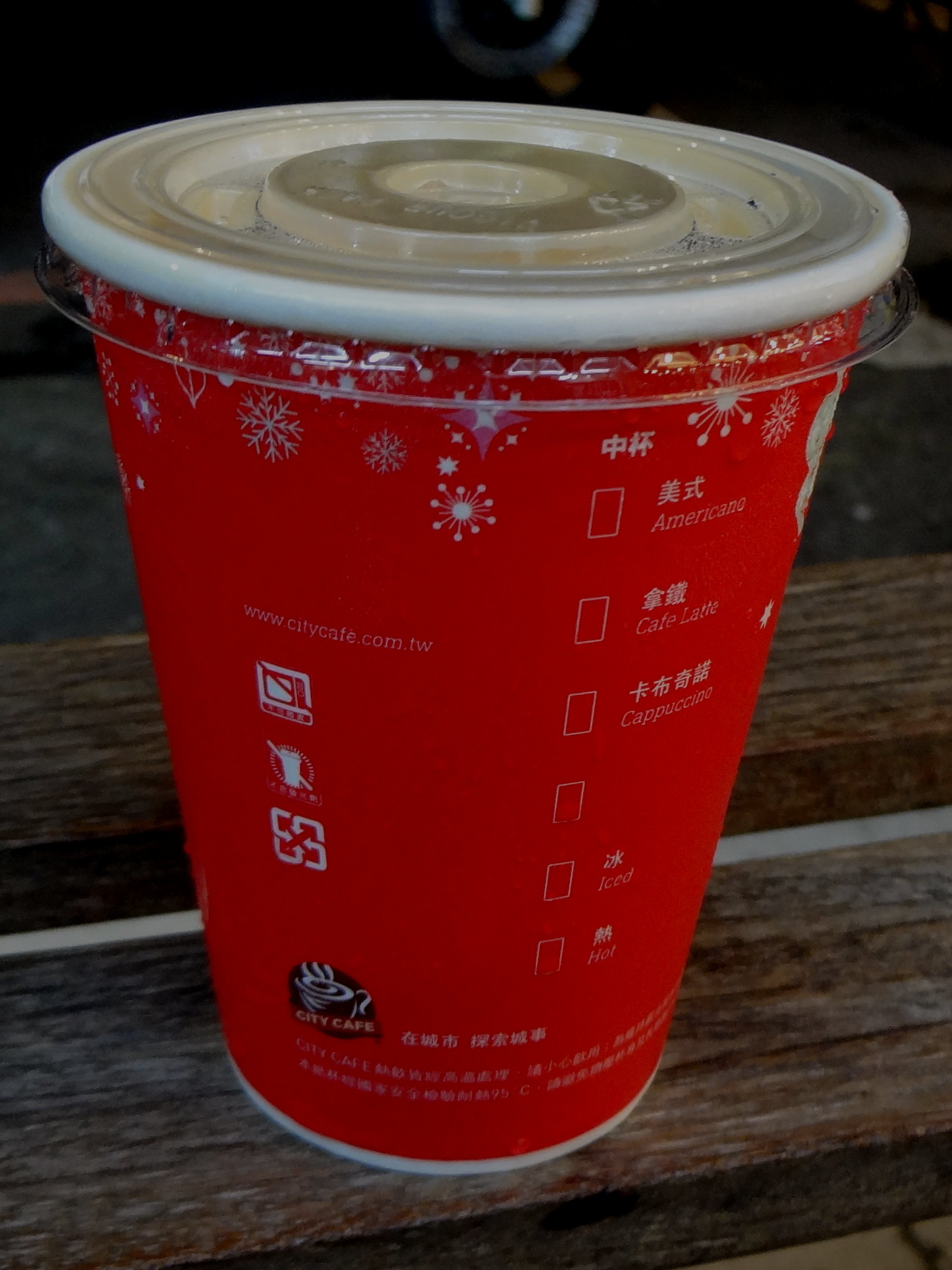
City Cafe售出的小杯冰咖啡

## 外部連結
- City Cafe（页面存档备份，存于）（繁體中文）